# Dayana Seni
Pour les articles homonymes, voir Seni.
Dayana Seni, née le 4 juin 1996, est une taekwondoïste équatorienne.

## Carrière
Elle remporte la médaille de bronze des Championnats panaméricains de taekwondo 2016 à Querétaro.